# Конлин, Микаэла
Микаэ́ла Ко́нлин (англ. Michaela Conlin; род. 9 июня 1978) — американская актриса. Наиболее известна по роли Энджелы Монтенегро в телесериале «Кости».

## Ранние годы
Микаэла Конлин родилась в Аллентаун, Пенсильвания. Её мать, Дениз Конлин, китаянка, отец, Френ Конлин, ирландец. В 1996 году окончила среднюю школу Паркленд в Южном Уайтхолле, Пенсильвания, где сыграла главные роли в спектаклях «Пока, пока Берди» и «Суровое испытание».
После окончания школы Конлин переехала в Нью-Йорк, где поступила в Нью-Йоркский университет на факультет науки и искусства. Во время учёбы играла в театре «Атлантик Компани» и стажировалась в Амстердаме. Окончила университет со степенью бакалавра искусств.

## Карьера
После окончания университета Конлин сыграла в нескольких сериях документального фильма «Это фактор», рассказывающий о жизни молодых актёров в Нью-Йорке. Вскоре она переехала в Лос-Анджелес, где получила роль Мегги Янг в сериале «Медики», в котором её партнёрами были Уильям Фихтнер и Джон Ханна. В 2004 году сыграла роль политического консультанта Джиннет Макмехон в сериале
«The D.A.»
Наибольшую известность получила за роль Энджелы Монтенегро в телесериале «Кости» (вместе с Эмили Дешанель и Дэвидом Борианазом). В 2008 году за эту роль получила премию Asian Excellence Award в категории «Лучшая телевизионная актриса».
Также Конлин появилась в эпизодах таких фильмов, как «Гарменто», «Любовь в последний миг», вместе с Эдриеном Броуди. В 2006 году появилась в независимом фильме «Открытое небо». В 2007 году вместе с Эми Адамс появилась в финальной сцене фильма «Зачарованная». Позже сцена была удалена.

## Личная жизнь
Микаэла замужем. В 2019 году у супругов родился сын Чарли.

## Фильмография
| Год       |   | Русское название          | Оригинальное название    | Роль                 |
| --------- | - | ------------------------- | ------------------------ | -------------------- |
| 2001      | с | Закон и порядок           | Law & Order              | Роки                 |
| 2001      | ф | Горечь любви              | Love the Hard Way        | Кара                 |
| 2002      | ф | Воздушные замки           | Pipe Dream               | репортёр             |
| 2002      | ф | Гарменто                  | Garmento                 | Марси                |
| 2002      | с | Женская бригада           | The Division             | директор             |
| 2002      | с | Медики                    | MDs                      | доктор Мэгги Янг     |
| 2003      | с | Военно-юридическая служба | JAG                      | лейтенант Мэри Нэш   |
| 2004      | с | —                         | The D.A.                 | Джинетт Макмехон     |
| 2005—2017 | с | Кости                     | Bones                    | Энджела Монтенегро   |
| 2006      | ф | Открытое небо             | Open Window              | Миранда              |
| 2007      | ф | Зачарованная              | Enchanted                | Мей                  |
| 2011      | ф | Линкольн для адвоката     | The Lincoln Lawyer       | детектив Хайди Соубл |
| 2015      | ф | Детка, детка, детка       | Baby, Baby, Baby         | Кортни Ли            |
| 2016      | с | Без обязательств          | Casual                   | Клэр                 |
| 2016      | ф | Комната разочарований     | The Disappointments Room | Джулс                |
| 2018      | с | Здесь и сейчас            | Here and Now             | Клэр                 |
| 2018—2019 | с | Йеллоустон                | Yellowstone              | Сара Нгуен           |
| 2021      | ф | Приколисты в дороге       | Bad Trip                 | Мария Ли             |
| 2021      | с | Ради всего человечества   | For All Mankind          | Хелена Уэбстер       |
| 2023      | ф | Ещё одна настоящая любовь | One True Loves           | Мэри                 |